# Penna in Teverina
Penna in Teverina es una localidad y comune italiana de la provincia de Terni, región de Umbría, con 1.029 habitantes.

## Evolución demográfica
| Gráfica de evolución demográfica de Penna in Teverina entre 1861 y 2001 |
|                                                                         |
| Fuente ISTAT - elaboración gráfica de Wikipedia                         |